# گله (فیلم ۱۹۷۷)
گله (به انگلیسی: The Pack) که در ایران با عناوین جزیره درندگان یا گله سگ‌ها شناخته می‌شود یک فیلم ترسناک آمریکایی محصول سال ۱۹۷۷ که در مورد دسته‌ای از سگ‌های رها شده‌است که با کشتن آنها برای غذا در جزیره، در نهایت سگ‌ها علیه انسان‌ها روی می‌آورند.
این فیلم نقدهای منفی را از منقدین دریافت کرد.